# Rovensko (Repubblica Ceca)
Rovensko (in tedesco Rowenz) è un comune della Repubblica Ceca facente parte del distretto di Šumperk, nella regione di Olomouc.
Il comune copre un'area di 7.41 chilometri quadrati, con una popolazione di 741 abitanti (al 28 agosto 2006).
Rovensko è situato approssimativamente a 10 chilometri sud-ovest da Šumperk, 45 chilometri nord-ovest da Olomouc, e 177 chilometri est da Praga.

## Storia
La prima fonte scritta del paese risale al 1373.

## Attrazioni
Nel villaggio di Rovensko sono presenti i seguenti siti da visitare:
- Edicola votiva: pilastro triangolare raffigurante il calvario, risalente alla meta del XIX secolo;
- Cascine: architetture popolari del 1843 e 1856, pur mantenendo l'impianto originario, le facciate sono state restaurate successivamente con malta di stucco.